# 上阿根河
47°39′17.24″N 9°44′40.83″E / 47.6547889°N 9.7446750°E

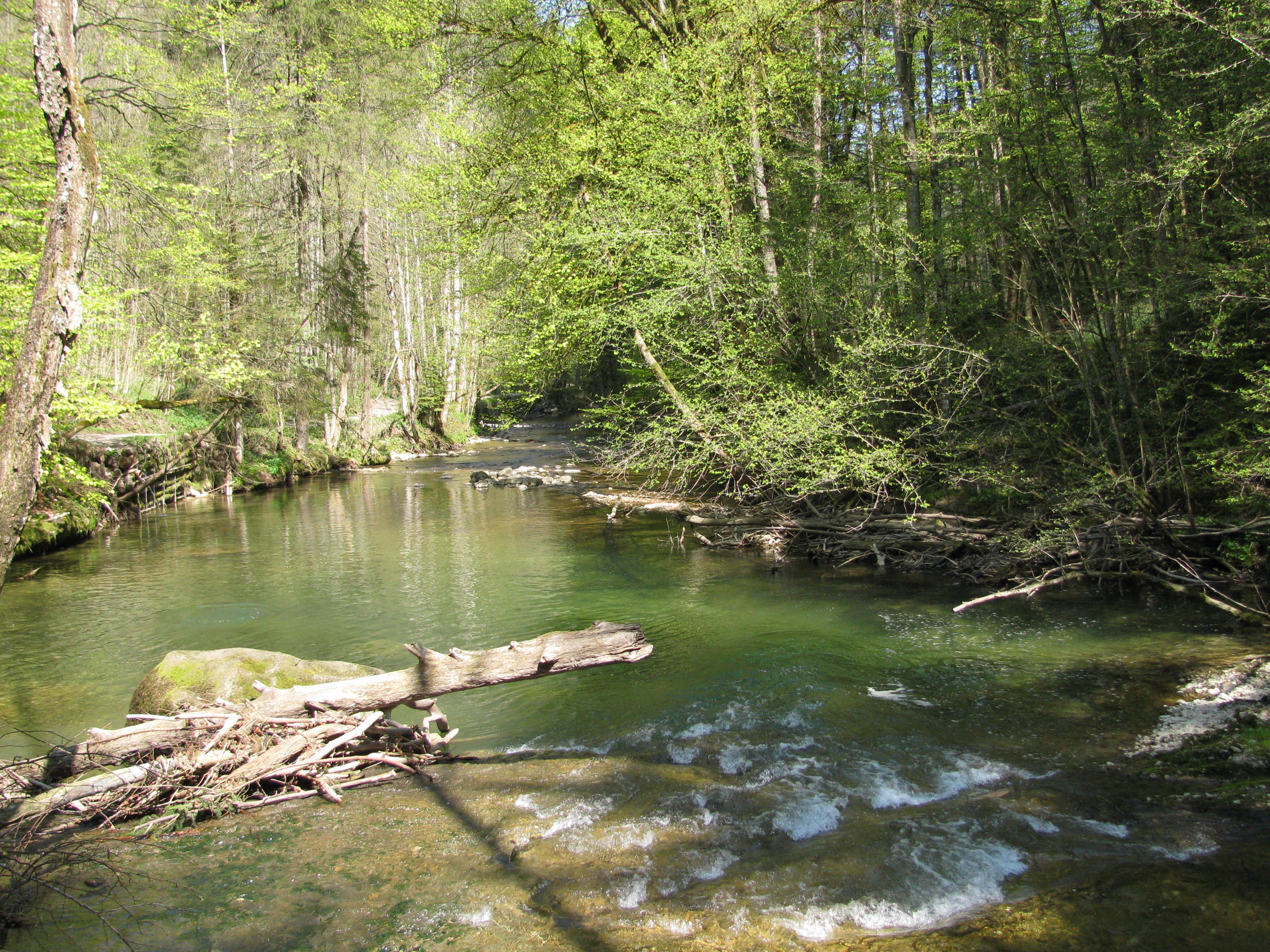

上阿根河是德國的河流，位於該國東南部，由巴伐利亞負責管轄，屬於阿根河的支流，河道全長50公里，流域面積219.7平方公里，發源自上施陶芬。